# 요제프 바르털
요제프 (요지) 바르털(룩셈부르크어: Joseph (Josy) Barthel, 1927년 4월 24일 ~ 1992년 7월 7일)은 룩셈부르크의 육상 선수이다. 1952년 헬싱키 올림픽 1500m 금메달리스트로서, 룩셈부르크에 단 하나의 금메달을 바친 것으로 알려졌다. 육상 외에도 화학과 정치 분야에서 성공적인 경력을 이끌기도 하였다.
마메르(Mamer) 출신으로 바르털의 중거리 육상 선수로서의 능력이 제2차 세계 대전 중에 발탁되었다. 1947년 베를린에서 열린 세계 군사 선수권 대회에서 800m를 우승하여 첫 명예를 얻었다. 이듬해 브뤼셀에서 열린 세계 군사 선수권 대회에서는 800m와 1500m 양 종목을 우승하였다.
1948년 런던 올림픽 1500m 결승전에서 1500m 9위를 하고 나서, 2개의 세계 학생 선수권 대회 - 1949년(1500m)과 1951년(800m, 1500m)을 우승하였다. 바르털의 경력 중에서 가장 뛰어났던 시절은 1952년 헬싱키 올림픽 1500m에서 우승하면서 자신과 관중들을 놀라게 했을 때이다. 1956년 멜버른 올림픽에도 참가하였으며, 후에 육상에서 은퇴하였다. 그는 1946년부터 1956년까지 800m와 1500m 국내 선수권 우승자이기도 하였다.
1962년 룩셈부르크 육상 연맹의 회장이 되었고, 1973년부터 1977년까지 룩셈부르크 올림픽·스포츠 위원회의 위원장을 지냈다.
룩셈부르크 시에서 갑작스런 병으로 사망하였다.
룩셈부르크 시에 있는 국립 경기장은 그의 명예를 가려 "요지 바르털 경기장"이라고 이름이 붙었다.